# Airbus Industrie Vlucht 129
Airbus Industrie Vlucht 129 (vluchtnummer: BGA 129) was een testvlucht van Airbus Industrie met een Airbus A330-321 op 30 juni 1994 waarbij de bemanning de controle over het vliegtuig verloor. Daardoor stortte het neer op de luchthaven van Toulouse-Blagnac en alle zeven inzittenden kwamen om. Het was het eerste en, tot de Air France vlucht 447, enige fatale incident met een Airbus A330, en het eerste totale verlies van een vliegtuig van dit type.

## Vliegtuig
Het betrokken vliegtuig was een Airbus A330-321 met registratie F-WWKH, het 42e vliegtuig van het type A330 waarvan de eindassemblage in de Airbus Clément Adler-fabriek in Toulouse gebeurde. Het toestel maakte zijn eerste vlucht op 14 oktober 1993. Het tweemotorige breedrompvliegtuig was uitgerust met twee Pratt & Whitney PW4164-turbojetmotoren. Het vliegtuig was bestemd voor Thai Airways International, was ten tijde van het ongeval 259 dagen oud en was geleend door Airbus van de eigenaar voor testdoeleinden. Airbus Industrie had tijdens tests in december 1993 reeds een toestel van Thai Airways beschadigd en was de luchtvaartmaatschappij dus een schadevergoeding verschuldigd. Voor de testvluchten waren de logo's en belettering van Thai Airways wit geschilderd.

## Bemanning en passagiers
Als gezagvoerder was Nick Warner, Airbus senior testpiloot uit de Verenigde Staten, aan boord. Eerste officier was Michel Cais die bij Aeroformation werkte, een Airbus-opleidingsorganisatie. Als derde bemanningslid was een testingenieur mee aan boord.
Het management van Airbus wilde het nieuwe vliegtuigmodel demonstreren aan potentiële klanten en achtte de testvlucht niet gevaarlijk. Daarom werden een hoger kaderlid van Airbus, een hoger kaderlid van Thai Airways en twee piloten van Alitalia, Alberto Nassetti en Pier Paolo Racchetti, die in Toulouse op het hoofdkantoor van Airbus verbleven voor een vliegopleiding, mee als passagiers aan boord genomen.

## Vluchtplan
De testvlucht maakte deel uit van een reeks tests om de automatische piloot van het vliegtuig te laten certificeren volgens de normen van categorie III. De proefvlucht was bedoeld om het vlieggedrag van het toestel te testen tijdens gesimuleerde motorstoringen na het opstijgen. Daarvoor diende een motor stationair te draaien en een hydraulisch circuit te worden afgesloten. Op die manier moesten waarden voor de automatische piloot van de A330 worden bepaald; zoals die alleen kunnen worden verkregen bij het opstijgen onder extreme omstandigheden.

## Crash
Het eerste deel van de testvlucht, dat 55 minuten duurde, werd met succes afgerond. Het vliegtuig landde op baan 15L. Het toestel werd gekeerd voor een volgende start vanaf baan 33R. De tweede start werd uitgevoerd onder vergelijkbare omstandigheden als de eerste. Maar ditmaal moest de te testen automatische pilootmodificatie worden geactiveerd. Het zwaartepunt van het vliegtuig lag ver naar achteren bij deze start.  Dit keer werd het vliegtuig bestuurd door de eerste officier, de gezagvoerder had de taak om zowel de motor als het hydraulische circuit uit te schakelen en de automatische piloot in te schakelen. Het opstijgen van het vliegtuig en het uitschakelen van de systemen verliepen vlot. De start werd uitgevoerd door de eerste officier in de TOGA (Take-Off/Go-Around)-modus in plaats van Flex 49, een lagere vermogensinstelling die was vastgesteld voor de testvlucht.
Toen de hellingsgraad van 12 naar 18 graden was toegenomen, stopte de eerste officier de stuurbeweging om op te trekken. Vijf seconden lang werd, zonder succes, geprobeerd de automatische piloot in te schakelen; pas bij de derde poging lukte het. De automatische piloot ging toen onmiddellijk over tot een klim naar 2000 voet (ongeveer 610 meter), die nog opgeslagen was in de vluchtbesturingscomputer van de vorige testvlucht. De airbus klom te steil, waardoor de luchtsnelheid daalde tot 100 knopen (190 km/h); lager dan het vereiste minimum van 118 knopen om de controle te kunnen behouden. Het toestel begon te rollen; daarom verminderde de bemanning het vermogen op de werkende motor om de asymmetrie van de stuwkracht tegen te gaan. Het vliegtuig bevond zich in een "upset" (een ongewenste standhoek); het had een hellingshoek van 112 graden naar links en een neusstand van -43 graden naar beneden. Er was onvoldoende hoogte beschikbaar om te herstellen uit de ontstane standhoek van het vliegtuig en het stortte neer. Alle zeven inzittenden kwamen om het leven en het vliegtuig werd totaal vernietigd.
De crash werd onderzocht door een onderzoekscommissie van de Franse overheidsdienst van defensie-aankopen en technologie die verantwoordelijk is voor het onderzoeken van ongevallen tijdens vliegproeven. De commissie kwam tot de conclusie dat de crash het gevolg was van: 'Een combinatie van verschillende factoren, waarvan geen enkele op zichzelf de crash zou hebben veroorzaakt'.